# Leucania graditornalis
Leucania graditornalis är en fjärilsart som beskrevs av Emilio Berio 1970. Leucania graditornalis ingår i släktet Leucania och familjen nattflyn. Inga underarter finns listade i Catalogue of Life.